# Gorefest
Gorefest – holenderski zespół muzyczny wykonujący death metal. Powstał w 1989 roku w Goes z inicjatywy wokalisty i basisty Jana Chrisa de Koeijera, gitarzystów Franka Harthoorna i Alexa van Schaika oraz perkusisty Marca Hoogendoorna.
11 sierpnia 1991 roku nakładem oficyny Foundation 2000 do sprzedaż trafił debiutancki album długogrający Gorefest pt. Mindloss. Materiał został zarejestrowany we współpracy z brytyjskim producentem muzycznym Colinem Richardsonem. Po premierze płyty z zespołu odeszli Hoogendoorn i Van Schaik, który zastąpili, odpowiednio Ed Warby i Boudewijn Bonebakker. Na początku 1992 roku zespół udał się do USA gdzie koncertował jako support Death. 15 października nakładem niemieckiej wytwórni muzycznej Nuclear Blast ukazał się drugi album grupy pt. False.
Do prac nad płytą muzycy zaangażowali producenta muzycznego Pete'a Colemana, znanego m.in. ze współpracy z Napalm Death. Pod koniec roku formacja intensywnie koncertowała w Europie poprzedzając m.in. amerykańską formację Deicide. Rok później grupa dała szereg koncertów w ramach objazdowego festiwalu Full Of Hate Osterfestival w Europie, m.in. u boku Cannibal Corpse i Carcass. 13 czerwca 1994 roku został wydany trzeci album długogrający kwartetu zatytułowany Erase. Zespół zaprezentował premierowe nagrania m.in. podczas letnich festiwali Lowlands w Holandii oraz Ultrabrutal w Portugalii.
W 1995 roku grupa wzięła udział w tournée Festival of Hate wraz z najpopularniejszymi ówczesnymi zespołami deathmetalowymi, w tym m.in. takimi jak: Grave i Unleashed. 10 czerwca 1996 roku ukazał się czwarty album formacji pt. Soul Survivor. Również w czerwcu kwartet wystąpił na festiwalach With Full Force w Niemczech oraz Graspop Metal Meeting w Belgii. Następnie na przełomie września i października grupa dała szereg koncertów w Europie w ramach Out Of The Dark Festival u boku zespołów Moonspell, Rotting Christ, Samael oraz Theatre of Tragedy. 23 lutego 1998 roku ukazał się piąty album studyjny zespołu pt. Chapter 13. Nagrania były promowane podczas europejskiej trasy koncertowej u boku Judas Priest. Grupa wystąpiła także m.in. na festiwalach Metalmania w Polsce oraz Dauwpop w Belgii. Z końcem roku, u szczytu popularności formacja została rozwiązana.
W 2004 roku zespół wznowił działalność oraz rozpoczął prace nad albumem studyjnym. W marcu 2005 roku muzycy podpisali kontrakt wydawniczy z wytwórnią Nuclear Blast. 28 października tego samego roku do sprzedaży trafił szósty album studyjny formacji zatytułowany La Muerte. Materiał był promowany teledyskiem do utworu "For The Masses", który wyreżyserował Maurice Swinkels. 6 sierpnia 2007 roku ukazał się siódmy album studyjny Gorefest pt. Rise To Ruin. Materiał był promowany podczas europejskiego tournée w którym uczestniczyły ponadto zespoły Before The Fall oraz One Man Army and the Undead Quartet. W 2008 roku muzycy kontynuowali występy sceniczne w całej Europie. Grupa wystąpiła m.in. w warszawskim klubie Stodoła z okazji jubileuszu dwudziestopięciolecia działalności zespołu Vader.
W 2009 roku zespół Gorefest został rozwiązany. Muzycy swą decyzję umotywowali satysfakcją z osiągnięć oraz brakiem możliwości dalszego rozwoju artystycznego.

## Muzycy
| Ostatni skład zespołu - Jan Chris de Koeijer – śpiew, gitara basowa (1989–1998, 2004–2009) - Frank Harthoorn – gitara (1989–1998, 2004–2009) - Boudewijn Bonebakker – gitara (1992–1998, 2004–2009) - Ed Warby – perkusja (1992–1998, 2004–2009) |  | Byli członkowie zespołu - Marc Hoogendoorn – perkusja (1989–1991) - Alex van Schaik – gitara (1989–1991) |

## Dyskografia
| Mindloss                                | - Data: 11 sierpnia 1991 - Wydawca: Foundation 2000   | –  | –  |
| False                                   | - Data: 15 października 1992 - Wydawca: Nuclear Blast | –  | –  |
| Erase                                   | - Data: 13 czerwca 1994 - Wydawca: Nuclear Blast      | 61 | 79 |
| Soul Survivor                           | - Data: 10 czerwca 1996 - Wydawca: Nuclear Blast      | 62 | –  |
| Chapter 13                              | - Data: 23 lutego 1998 - Wydawca: Steamhammer/SPV     | –  | –  |
| La Muerte                               | - Data: 28 października 2005 - Wydawca: Nuclear Blast | –  | –  |
| Rise To Ruin                            | - Data: 6 sierpnia 2007 - Wydawca: Nuclear Blast      | 61 | 90 |
| „–” oznacza, że album nie był notowany. |                                                       |    |    |

| Tytuł       | Dane dot. albumu                                    |
| ----------- | --------------------------------------------------- |
| Live Misery | - Data: 3 stycznia 1992 - Wydawca: Cenotaph Records |
| Fear        | - Data: 20 grudnia 1994 - Wydawca: Nuclear Blast    |

| Tytuł                  | Dane dot. albumu                                  |
| ---------------------- | ------------------------------------------------- |
| The Eindhoven Insanity | - Data: 11 sierpnia 1993 - Wydawca: Nuclear Blast |

| Tytuł                          | Dane dot. albumu                               |
| ------------------------------ | ---------------------------------------------- |
| To Hell And Back A Goreography | - Data: 18 lipca 2005 - Wydawca: Nuclear Blast |

## Teledyski
| Tytuł            | Rok  | Reżyseria        | Album         | Źródło |
| ---------------- | ---- | ---------------- | ------------- | ------ |
| "Erase"          | 1994 | –                | Erase         | [ 18 ] |
| "Fear"           | 1994 | –                | Erase         | [ 18 ] |
| "Get-A-Life"     | 1994 | –                | Erase         | [ 18 ] |
| "Freedom"        | 1996 | –                | Soul Survivor | [ 18 ] |
| "For The Masses" | 2005 | Maurice Swinkels | La Muerte     | [ 19 ] |